# Жолобов, Олег Владимирович
Олег Владимирович Жолобов (род. 6 октября 1961, хутор Верхнедуванный) — российский общественный деятель, в прошлом — телеведущий и спортивный журналист на канале РТР («Россия»), а также спортсмен-ватерполист, мастер спорта международного класса. Кандидат психологических наук.
С 2007 года — депутат Государственной Думы V созыва, член фракции «Единая Россия». С 2016 года — депутат Московской областной Думы (Председатель Комитета по делам молодёжи и спорта Московской областной Думы). Вице-президент Федерации водного поло России по связям со СМИ.

## Биография
Родился в 1961 году на хуторе Верхнедуванный Краснодонского района Луганской области УССР, куда его мать переехала незадолго до родов из Волгограда. Спустя полгода она с ребёнком вернулась обратно в Волгоград, где и прошли детство и юность Олега Жолобова.

### Спортивные достижения
Увлёкся водным поло. Тренировался под руководством Александра Федотова. Играл на вратарской позиции в клубе «Спартак». В 1979 году стал чемпионом СССР и был признан лучшим вратарём чемпионата. Играл в сборной. Поступил в Волгоградский физкультурный институт.

### Телевидение и журналистика
В 1980 году поступил в МГУ на факультет журналистики, который окончил в 1985 году. Играл за университетскую команду.
С конца 1980-х годов работал на телевидении и радио. Изначально работал в спортивной редакции на ЦТ СССР. В 1991 году вместе с Александром Иваницким, Алексеем Бурковым, Николаем Поповым, Анной Дмитриевой и Сергеем Ческидовым перешёл с первой программы ЦТ СССР на канал РТР (ВГТРК), в творческо-производственное объединение «Арена».
С 1991 по 2002 год он работал комментатором на матчах футбольного чемпионата России, еврокубков, на чемпионатах Европы и мира по футболу, хоккею, на Олимпиадах, финалах кубка Стэнли, был ведущим дневников соревнований. В середине 1990-х годов вёл обзорную еженедельную передачу «Футбол без границ», затем (в конце 1990-х) вёл тележурнал «Арена-спорт». Последним крупным турниром, на котором работал Жолобов, был чемпионат мира по футболу 2002. После 2002 года стал появляться на трансляциях значительно реже, чем в 1990-е, но продолжает комментировать водное поло на Олимпиадах и других соревнованиях.
В 2016 году — комментатор чемпионата Европы по водному поло на «Матч ТВ». Преподаёт на факультете журналистики МГУ.

### Политика
С 2000 года работал в МЧС помощником Сергея Шойгу. В январе 2001 года стал президентом молодёжной палаты РФ. С 2004 года — помощник председателя Думы Бориса Грызлова, занимался вопросами спорта. С декабря 2007 года — депутат Государственной Думы. 22 октября 2012 года назначен заместителем министра физической культуры, спорта, туризма и работы с молодёжью Московской области. С декабря 2012 года — и. о. министра физической культуры, спорта, туризма и работы с молодёжью Московской области.
В 2013—2014 годах — Министр физической культуры, спорта, туризма и работы с молодёжью Московской области. В 2014—2016 годах — советник Губернатора Московской области А. Ю. Воробьева по физической культуре, спорту, туризму и работе с молодёжью.
С 2016 года — депутат Московской областной Думы от Домодедовской территориальной группы избирательного округа № 4 по партийному списку Всероссийской политической партии «Единая Россия» (Председатель Комитета по делам молодёжи и спорта Московской областной Думы).

## Семья
Женат, двое детей.